# Bierlikör
Als Bierlikör bezeichnet man einen Likör, der an den Geschmack von Bier erinnert, in der Regel also Malz- und/oder Hopfentöne aufweist, oder der unter Verwendung von Bier oder Malzbier hergestellt wurde. Da der Begriff als Verkehrsbezeichnung für Spirituosen nicht gesetzlich geschützt ist, können sehr unterschiedliche Produkte damit gemeint sein. Kommerziell hergestellte Bierliköre werden von verschiedenen Brauereien und Spirituosenherstellern angeboten, zudem gibt es zahlreiche Rezepte für Bierliköre, die man im Haushalt selbst ansetzen kann.

## Geschichte
Bierliköre waren lange Zeit ein kaum beachtetes Neben- und Nischenprodukt von Brauereien. Die Destillation von Bierbrand oder eben die Herstellung von Bierlikör stellte Möglichkeiten dar, um Überschüsse aus der Produktion oder gar altes Bier zu verwerten und zu lange haltbaren Produkten zu verarbeiten. In einem Fachbuch zur Likörherstellung, das um 1900 erschien, wird eine „Bier-Essenz“ erwähnt, die mit Neutralalkohol und Zucker gemischt die Basis für einen „Bier-Likör“ bildete. Vor dem Hintergrund des seit den 2010er Jahren zu beobachtenden Trends zu Craft Beer kamen seit 2015 verstärkt neu entwickelte Bierliköre auf den Markt.

## Fertigprodukte

### Rechtliches
Die EU-Spirituosenverordnung kennt „Bierlikör“ nicht als eigene Produktgattung, es handelt sich auch nicht um eine geschützte Herkunftsbezeichnung im Sinne der Verordnung. Sofern der Begriff also als Verkehrsbezeichnung für in der EU gehandelte Spirituosen verwendet wird, finden daher die allgemeinen Vorschriften für Liköre Anwendung. Ein Bierlikör muss folglich
- einen Mindest-Alkoholgehalt von 15 Volumenprozent aufweisen (vgl. Kap. I Art. 2 Abs. 1 c) sowie Anhang I, Nr. 32 b) EU-Spirituosenverordnung[3]),
- mindestens  100 g Zucker je Liter, ausgedrückt in Invertzucker, enthalten (Anhang I, Nr. 32 a) i)[3])
- durch die Aromatisierung von Neutralalkohol oder eines Destillats landwirtschaftlichen Ursprungs oder einer oder mehrerer Spirituosen oder einer Mischung davon (Anhang I, Nr. 32 a) ii)[3])
- unter Verwendung natürlicher oder naturidentischer Aromastoffe (Anhang I, Nr. 32 c)[3])

hergestellt worden sein.
Die Verordnung lässt somit Raum für verschiedene Herstellungsverfahren für Bierliköre. Auf dem Etikett sind lediglich der Alkoholgehalt sowie ggf. verwendete Lebensmittelfarbstoffe auszuweisen, nicht aber die zur Aromatisierung verwendeten Zutaten und der Zuckergehalt. Dieser übersteigt das gesetzliche Minimum aber in der Regel deutlich: Bei industriell hergestellten Bierlikören sind einer Patentanmeldung aus den 1980er Jahren zufolge Zuckeranteile zwischen 14 und 30 % vom Gesamtgewicht des Endprodukts üblich.

### Verfahren
Bierlikör kann unter Verwendung frischen Biers hergestellt werden, dies ist aber nicht zwingend.
Als alkoholische Basis kommen neben hochwertigem Bierbrand, einem ausschließlich aus frischem Bier durch Brennen gewonnenen Destillat, gewöhnlicher, geschmacksneutraler Ethylalkohol landwirtschaftlichen Ursprungs oder auch andere Spirituosen wie Rum, Wodka oder Korn in Frage, wobei beliebige Kombinationen möglich sind.
Der „biertypische“ Geschmack von Bierlikören kann auf unterschiedlichem Weg erreicht werden. Bei Verwendung von Bierbrand als alkoholische Basis bringt dieser bereits entsprechende Aromen mit, alternativ oder zusätzlich können echtes Bier, Malzbier, durch Reduktion konzentriertes Bier oder Vorprodukte aus dem Brauprozess (z. B. Bierwürze) verwandt werden. Weitere Möglichkeiten sind die Mazeration von Malz bzw. Malzextrakt und Hopfen bzw. Hopfenblüten in Alkohol sowie als einfachste Variante der Likörherstellung das nachträgliche Hinzufügen von Aromastoffen.
Patentanmeldungen vergangener Jahrzehnte beschreiben verschiedene Herstellungsverfahren für Bierliköre, darunter
- Erhitzen von Bier, Zucker und Vanille auf 90 °C, Abkühlung, Mischung mit Ethanol, ein Monat Ruhezeit, Filtrierung und Abfüllung;[6] der entstandene Likör besteht zu 56 % aus Bier und enthält 30 % vol. Alkohol.[4]
- Sechsminütiges Aufkochen von obergärigem Altbier (bzw. in Varianten: Altbier und Altbierstammwürze zu gleichen Teilen oder nur Malzbier) mit Zucker, Hinzufügen von Vanillezucker, hochprozentigem Rum und 95-prozentigem Weingeist, Abkühlen und Abfüllen.[4]
- Verwendung von Gerstenröstmalz (Carafa-Malzextrakt), Hopfenextrakt und Zuckerkulör zur Aromatisierung hochprozentiger alkoholhaltiger Getränke, wobei die Trinkstärke, also der im Endprodukt gewünschte Alkoholgehalt zwischen 16 und 43 % vol., über das Hinzufügen von Wasser oder Bier eingestellt wird.[7]

Zur geschmacklichen Abrundung von Bierlikören werden vielfach auch noch andere Gewürze und Kräuter eingesetzt, zum Beispiel Vanille oder Vanillin, Zimt und Gewürznelke.

### Hersteller
Einige Beispiele für 2016 auf dem deutschen Markt erhältliche, kommerziell hergestellte Bierliköre sind Altbayerischer Bierlikör (Brennerei Dr. Rauch, auf Bockbier-Basis, 25 % vol.), BIERlikör 22 (mit Hopfen- und Malzmazerat und Doppelbock-Stammwürze, 22 % vol.), HEILAND Doppelbockliqueur (22 % vol., mit Doppelbockbier und einem Rum-Mazerat, seit 2014), Hyldegard’s Bierlikör (28 % vol.), Lahnsteiner Bierlikör (mit Bockbier, 25 % vol.), Penninger Bierlikör (mit Bockbier und Hopfendestillat, 25 % vol.), Red Castle Brew Bierlikör (mit Doppelbock und Korn, 17,8 % vol.), Schwanenwirt’s Bierlikör (aus Bockbier, 32,5 % vol.), Westerwälder Bierlikör (mit Bierdestillat und Malzextrakt, 25 % vol.), 0221 Bierlikör Radler Edition (mit destilliertem Kölsch und Zitrone, 16 % vol.). Aus der Schweiz stammt unter anderem Tiersteiner Bierlikör mit 28 % vol.

## Hausrezepte
Es gibt zahlreiche und sehr unterschiedliche Rezepte für selbst angesetzte Bierliköre. Den meisten gemeinsam ist, dass zunächst kräftiges Bier (zum Beispiel Schwarzbier oder Starkbier, etwa Bockbier) mit Zucker und Gewürzen erhitzt oder aufgekocht wird, sodann abkühlt und schließlich mit Alkohol, zum Beispiel Weingeist, Neutralalkohol oder einer Spirituose, versetzt („aufgespritet“) wird.